# Merle Dixon
Merle Dixon es un personaje ficticio de la serie dramática de televisión de terror The Walking Dead, que se transmite por AMC en Estados Unidos y se basa en la serie de cómics del mismo nombre. Fue creado por el desarrollador de la serie Frank Darabont e interpretado por Michael Rooker. el personaje fue introducido por primera vez en la primera temporada describiéndose como un cazador de origen sureño que tiene un hermano menor cuyo nombre es Daryl. Su temperamento es misógino y racista, lo que provoca tensiones entre él y su grupo de supervivientes. Después de un encuentro con Rick Grimes, Merle desaparece y se une a la comunidad de Woodbury, Georgia, donde se convierte en la mano derecha de El Gobernador. él queda atrapado en el conflicto entre El Gobernador y Rick, sobre todo cuando nadie del grupo de Rick lo quiere, a excepción de Daryl ya que es su hermano menor.

## Historia

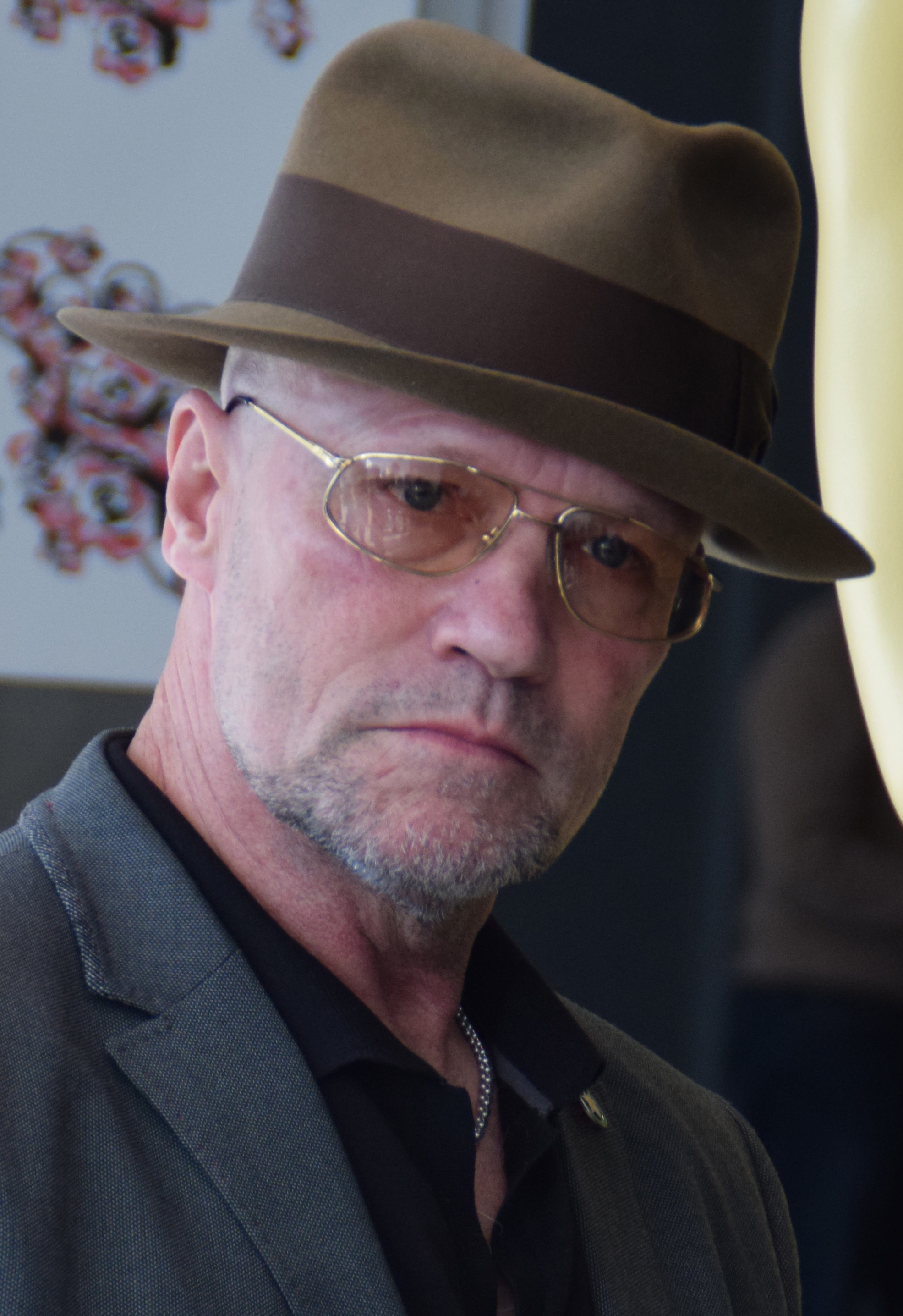
El actor Michael Rooker fue elegido para interpretar al villano/antihéroe Merle Dixon durante 3 temporadas.

#### Primera temporada (2010)
Merle aparece por primera vez en el episodio "Guts", junto con un grupo de supervivientes que habían viajado a Atlanta en una carrera de suministros. Mientras en lo alto de un techo de una tienda por departamentos, Merle comienza a disparar con un rifle a los caminantes en la calle mientras que el grupo exige que deje de disparar. Acto seguido en el que Merle se mete en un altercado físico con el T-Dog (IronE Singleton) después de que Merle le dice que jamás recibiría órdenes de un negro y procediendo con insultos racistas y despectivos y posteriormente T-Dog trata de golpearlo en una breve e intensa lucha Merle termina subyugando en el suelo a T-Dog a punta de golpes. Después de un momento de autoproclamarse el propio líder del grupo, Merle es sin darse cuenta de la presencia de Rick Grimes (Andrew Lincoln), quien lo golpea y lo esposa a una tubería antes de que Merle pueda contraatacar. Merle quedó bajo custodia de T-Dog, mientras que los otros supervivientes intentan encontrar una manera de salir de la ciudad. Cuando los sobrevivientes encuentran una salida, T-Dog intenta salvar a Merle, pero accidentalmente cae por las llaves de las esposas en un respiradero; esto le obliga a abandonar a Merle en el techo Antes de T-Dog huya, encadena la puerta de la azotea cerrada para evitar que los caminantes se devoren a Merle. mientras los caminantes empiezan a invadir el edificio y llegan a la puerta de la azotea encadenada, Merle lucha de manera imparable hasta que se da cuenta de una sierpe de la caja de herramientas derramada que el grupo lo había dejado atrás y encuentra una sierra para metales y finalmente corta su propia mano para escapar, ya que la hoja de la sierra fue demasiado dócil para cortar a través de las esposas. Rick y el grupo vuelven al campamento y le explican a Daryl que abandonaron a Merle. Sin embargo el grupo decide regresar a Atlanta para traerlo de regreso, y a su vez recuperar una bolsa de armas que Rick dejó al caer en el centro de la ciudad y regresan al techo de la tienda departamental, los cuatro ven que Merle se cortó su propia mano con una sierra para metales.

#### Segunda Temporada (2011—12)
En el episodio "Chupacabra", Merle aparece en una alucinación de Daryl, burlándose de él por renunciar a buscarlo y lo reprende a por una debilidad que atribuye al tiempo que Daryl ha pasado con el grupo.

#### Tercera Temporada (2012—13)
Merle regresa en la tercera temporada en el episodio "Walk With Me" pero como parte del reparto principal, se encuentra viviendo en Woodbury, donde se ha ganado el estatus de la mano derecha de El Gobernador. Ha formado un accesorio de cuchillo en el muñón como prótesis de su mano seccionada. Ha estado esperando encontrar a su hermano, Daryl, desde su propia separación del grupo. Merle y un grupo de supervivientes de Woodbury encuentran a Michonne y su compañera sobreviviente Andrea, y los traen de regreso a Woodbury, junto con el único sobreviviente del accidente del helicóptero, poco después Andrea le brinda la información exacta a Merle en donde había visto y estado con su hermano Daryl la última vez.
Cuando una desconfiada Michonne se va de Woodbury El Gobernador ordena a Merle a matar a Michonne, este y sus compañeros recorren el lugar en busca de Michonne y de pronto se topan con partes de caminantes regadas por todo el suelo. Uno de los hombres reconoce un mensaje hecho con las partes que reza que se mantengan alejados y entonces se asusta. Merle lo reprocha por su actitud cobarde y le ordena adaptarse al nuevo mundo, y entonces reta a gritos a Michonne para que se manifieste. La mujer salta de uno de los árboles y decapita a Crowley con su katana, y luego atraviesa el estómago de Tim, tomando a Merle por sorpresa. El hombre furioso toma su arma y dispara contra la mujer, quien escapa pero recibe un roce de bala en la pierna. La persecución comienza y Michonne se las arregla para escaparse de Merle y Gargiulo luego ambos se disponen a regresar al pueblo pero este último cuestiona lo que le dirían al Gobernador. Merle sugiere decirle que Michonne murió pero el joven se niega en mentirle al líder. Ante la insistencia del Gargiulo de decir la verdad, Merle lo asesina en un descuido y continúa su camino. Poco después, Merle se encuentra con Glenn y Maggie del grupo de Atlanta. Les pide que lo lleven a Daryl. Se niegan, por lo que mantiene a Maggie de rehén y le exige a Glenn a que los lleve a Woodbury.
Merle mantiene cautivo a Glenn y Maggie por órdenes del Gobernador y tortura a Glenn para conseguir la ubicación del grupo, incluyendo golpes Glenn pero no tuvo éxito al torturarlo y decide dejarlo encerrado en una habitación con un caminante y atado una silla, a su suerte.
En el final de mitad de temporada "Made to Suffer", el grupo de Rick se infiltra en Woodbury y rescatan a Glenn ya Maggie, Michonne ataca al Gobernador; furioso por perder un ojo y matar a su hija reanimada, El Gobernador acusa públicamente a Merle de traición y revela que ha capturado a Daryl.
En el estreno de mitad de temporada "The Suicide King", el Gobernador ordena a Merle y Daryl a luchar hasta la muerte, pero son salvados por Rick y Maggie, durante el asalto a Woodbury. Cuando Merle comienza a insultar al grupo, Rick lo golpea. El grupo de Rick decide no incluir a Merle debido a su actitud y sus transgresiones contra Maggie y Glenn, pero Daryl opta por dejar el grupo para unirse a Merle, negándose a dejar a su hermano de nuevo. Merle y Daryl pasan tiempo defendiéndose por sí mismos en el bosque.
Merle y Daryl pasan tiempo defendiéndose por sí mismos en el bosque, en un lapsus se encuentran con una familia de inmigrantes mexicanos que estaba siendo atacada por una horda de caminantes y en ese momento Merle y Daryl se dirigen a rescatarlos. Merle entonces intenta robarles como "gratificación", pero Daryl apunta su ballesta hacia él y deja a la familia irse antes de caminar por su cuenta. Merle sigue y se meten en una confrontación física, donde la profundidad del abuso de su padre se muestra cuando Merle inadvertidamente expone a ver las cicatrices de Daryl en la espalda. Merle se da cuenta de que su salida de casa resultó en que Daryl se convirtiera en el blanco del abuso de su padre. También se reveló que los hermanos habían planeado originalmente robar y matar al grupo de Atlanta. Daryl se separa de su hermano y va de regreso a la prisión, a pesar de las afirmaciones de Merle de que el grupo nunca lo aceptará. Los hermanos llegan a la cárcel al final de un asalto por parte del Gobernador y sus secuaces, que han estrellado un camión a través de la puerta de la prisión y desatado una horda de caminantes hacia los terrenos de la prisión. Rick estaba subyugado y acorralado por una manada de caminantes y en ese proceso Daryl y Merle lo salvan de una muerte segura y lo ayudan contra el Gobernador lo cual provocó que este tomara la retirada.
Después del asalto a la prisión encabezado por El Gobernador, Merle es encerrado rápidamente dentro de una celda de prisión, donde comparte lo que sabe sobre Woodbury y el gobernador con el grupo. Se vincula con Hershel y se disculpa con Michonne, alegando que su ataque contra ella fue simplemente seguir las órdenes del Gobernador. Más tarde, Merle, al oír el canto de Beth, entra en el bloque de celdas donde él y Rick comparten una mirada hostil desde el otro lado de la habitación. Cuando Rick, Daryl y Hershel se dirigen a una misión diplomática con el Gobernador, Merle intenta infructuosamente conseguir que el grupo de la prisión ataque al gobernador después de luchar contra Glenn. Más tarde intenta conseguir que Michonne lo acompañe con su misión.
En el penúltimo episodio de la tercera temporada "This Sorrowful Life", Rick confía en Merle, Daryl y Hershel que el Gobernador promete dejarlos vivir en paz en la prisión solo si entregan a Michonne. Rick planea hacer lo que el Gobernador solicita, y le pide a Merle que ayude a entregar a Michonne al lugar de reunión al mediodía. Merle, sabiendo que Rick no va a pasar con él, la engaña a Michonne para enmarrocarla. Sin embargo, después de que él y Michonne hablan de asuntos personales, él la deja ir y devuelve su katana, diciéndole que tiene algo que hacer solo. Él comienza a beber whisky antes de usar música a todo volumen para atraer a un grupo masivo de caminantes al sitio de intercambio donde el Gobernador está esperando para emboscar a quien va a aparecer. La música también distrae a los secuaces del Gobernador mientras que Merle secretamente se cubre, con la intención de matar al Gobernador tanto por venganza como para evitar que mate a alguien más en la prisión, principalmente su hermano menor Daryl. Después de disparar a varios de los secuaces, Merle es atrapado y golpeado por Martínez y otros dos hombres y luego, herido y sinuoso, pelea uno a uno con el Gobernador. El Gobernador obtiene la ventaja y muerde dos de los dedos de Merle. Un herido Merle entonces grita que él no rogará por la misericordia antes de que el Gobernador le dispare en el pecho con una pistola. Más tarde, Daryl, que abandonó la prisión para localizar a Merle y Michonne después de que Rick los notara desaparecidos, encuentra a Michonne indemne y continúa hacia el sitio de intercambio, donde ve a Merle reanimado comiendo el cadáver de Ben. Daryl se descompone en lágrimas y empuja a su hermano reanimado quien intenta atacarlo y más de una vez lo empuja y luego procede a apuñalarlo repetidamente en la cabeza, matándolo para siempre.

## Desarrollo y recepción

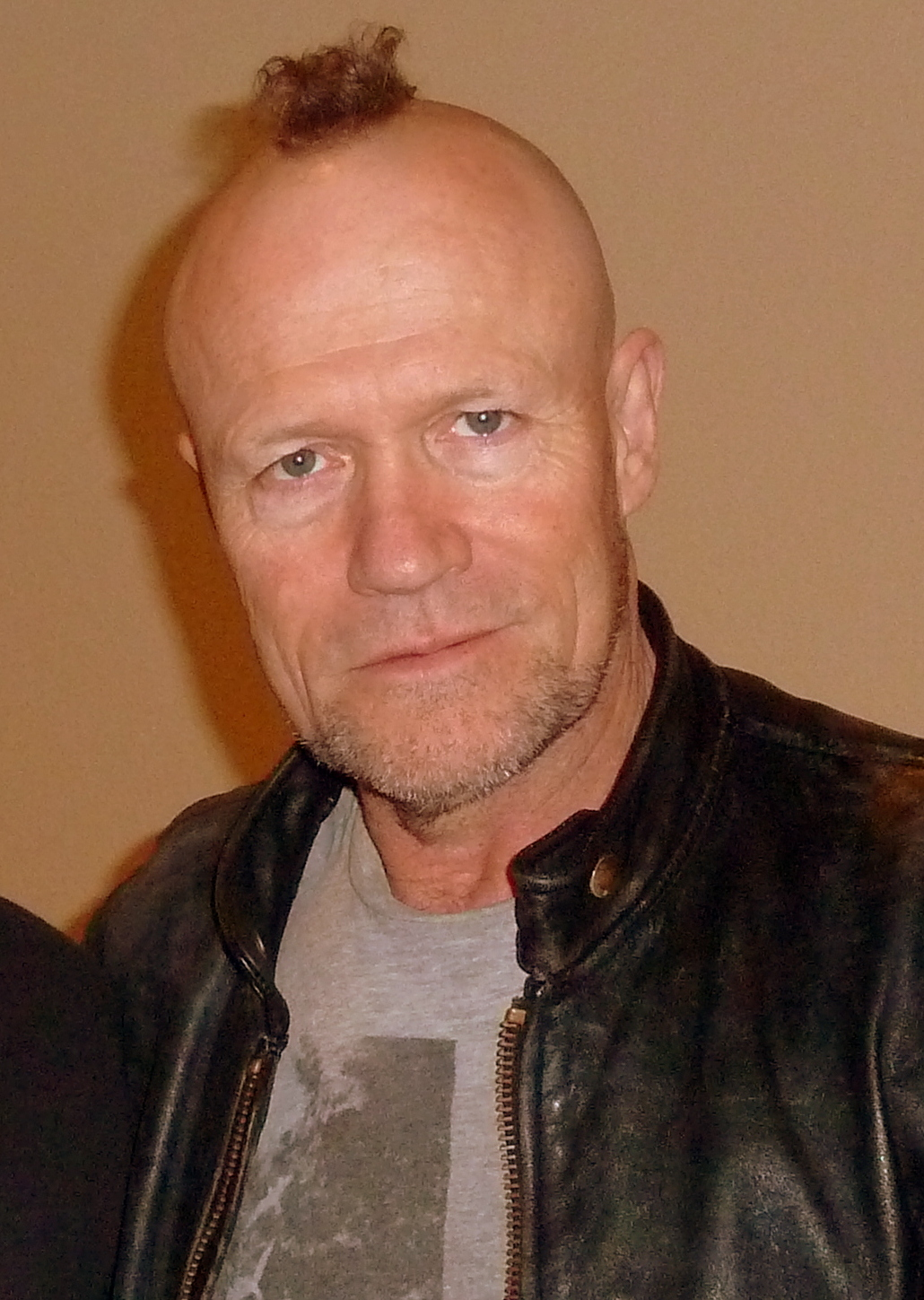
Michael Rooker en 2013

Eric Goldman de IGN no le gustaba la introducción de Merle, llamándole "ridícula" Leonard Pierce de The A.V. Club comentó que "Merle es un enorme dolor en el dedo pulgar en el centro del episodio: comportarse como nadie en su situación lo haría jamás, su personaje parece existir por ninguna otra razón que la de causar problemas drásticamente conveniente." En su revisión del siguiente episodio," Tell It to the Frogs" Pierce señala que a pesar de que Merle es un idiota racista que podría conseguir asesinar a todos, en un mundo donde la única diferencia real es entre los vivos y los muertos, dejándolo a punto de separarse deja un poco de mal sabor en la boca de todos.
Michael Rooker confirmó su aparición en el episodio de la segunda temporada "Chupacabra" en donde tuvo muy buenas críticas por su participación.
Michael Rooker tuvo que perder peso especialmente para su regreso en la tercera temporada, y más adelante en una entrevista el confirmó que había perdido 28 libras. Zack Handlen, escribiendo para The AV Club, comentó que "Merle era un personaje totalmente terrible "pero que en su regreso en el tercer episodio de la temporada" Walk With Me al mismo tiempo, sin duda, un hijo de puta y a su vez más imponente".  El escritor de HitFix Alan Sepinwall comentó que las escenas de Woodbury en el próximo episodio "Killer Within" "siguen demostrando la fuerza de Merle Dixon es más que la de El Gobernador", pero la revisión del episodio de The A.V. Club Zack Handlen observó que .. las interacciones de Merle con El Gobernador se introducen cierta tensión entre ellos. En su revisión del episodio "Hounded", Handlen señala que las motivaciones de Merle "parecen moverse un poco para justificar lo que la historia lo tiene que hacer, pero eso es probablemente intencional, Merle es un exaltado, un idiota que piensa que es un líder, por lo que va a seguir haciendo decisiones de impulso hasta que una de esas decisiones obtenga y eso provocara su muerte". Erik Kain, de la revista  Forbes, describió la traición de El Gobernador hacia Merle en la final de mitad de temporada "Made to Suffer" como una sorpresa que no se esperaba.  Mientras que el examen del episodio de Zack Handlen llama La traición " Casi Demasiado Perfectamente Diseñado [...]  no es completamente increíble, si no que es creíble pero algo bronceado, o intenso, Como debería haber sido.
En su revisión de mitad de temporada de la tercera temporada episodio de estreno "The Suicide King" Darren Franich de Entertainment Weekly escribió," creo que The Walking Dead tiene tipo de fuerza en la reintroducción de Merle Dixon. Fue siempre un tramo que Merle acaba de pasar a reencontrarse con el grupo de nuevo, teniendo en cuenta la extensión solitaria pura en el nuevo mundo zombi en el que este vive." Zack Handlen llama la apertura del episodio" una secuencia decente", que puso alta participación del melodrama y dejando a un lado, y fue estupendo ver que Merle y Daryl lograron salir con vida.
Eric Goldman en IGN alabó específicamente el desempeño de Michael Rooker en "This Sorrowful Life", el aspecto final de Merle. Zack Handlen llama la última escena del episodio "una buena, y conduce a la confrontación final excelente entre Daryl y el zombi Merle y esto compensa demasiado a la teleaudiencia.
Zack Handlen comentó: "No estoy seguro de creerme ni siquiera entender el cambio de opinión de Merle, dada la inconsistencia del personaje. En sus conversaciones con Michonne, nos venden la idea de que está profundamente en conflicto con todos los asesinatos que ha cometido, y que ha tenido algo así como un cambio de opinión desde que se unió al grupo de la prisión. Lo cual no encaja en nada, aunque al menos ahora la integración gradual de Merle con el elenco principal tiene un poco más de sentido; no se suponía que fuera un monstruo, solo un imbécil trastornado que finalmente se arrepintió lo suficiente como para intentar hacer lo correcto. No hay antecedentes para esto, y Merle carece de profundidad real más allá de la actuación de Michael Rooker (y Rooker es casi el único responsable de la consistencia que tuvo el personaje)". También sintió que, con Merle dejando ir a Michonne, "es bueno que un personaje se comporte mejor de lo esperado por una vez. Y todo lo demás con Merle a partir de entonces es genial, desde la escena en la que bebe whisky y usa música rock para atraer a una manada de caminantes, hasta su emboscada al grupo de Woodbury que esperaba para emboscar a Rick, pasando por la pelea con el Gobernador. Y, por supuesto, el último momento, cuando Daryl finalmente encuentra a su hermano cuando ya es demasiado tarde para salvarlo. Aunque la serie a menudo lucha por encontrar emoción o resonancia en sus conversaciones [...], todavía hay intercambios sin palabras como este, con Daryl sollozando mientras apuñala a Merle una y otra vez. No hay ninguna complejidad real en lo que sucede, ni misterio, pero aun así es poderoso, inspirando miedo y compasión en ambos personajes, y terminando la hora con una nota alta".